# ボストン市救急局
ボストン市救急局（ボストンしききゅうきゅうきょく、Boston Emergency Medical Services, 略称：Boston EMS）は、アメリカ合衆国マサチューセッツ州ボストン市とその近隣地域全体に一次救命処置（BLS）および二次救命処置（ALS）の救急医療サービスを提供している救急局。
ボストン市救急局は、救急事案に応じて、911の通報に救急局単独で、またはボストン市警察やボストン市消防局と協力して対応する。救急局は400人以上の救急医療技術者（EMT）と救急救命士を雇用している。 
ボストン市救急局は、ボストン市公衆衛生委員会の下部組織である。ボストン市救急局は採用試験と救急局の救急学科の修了時にマサチューセッツ州認定のEMTを取得し、インターンシップを修了した人を、救急救命士を昇進させる。
ボストン市内には16の救急分署がある。救急局のすべての車両には、全地球測位（GPS）とモバイルデータ端末（MDT）が装備される。 EMTは、春の半ばから晩秋にかけてボストン市警察港湾警備隊と共に活動する。
救急局は、大型救助車、中型救助車、特殊救急車（バス型）、支援トレーラー、 全地形対応車 、自転車チームなどの特殊作業ユニットを24時間体制で維持している 。また、ボストン市警察本部教育課、通信指令室など、他のいくつかの専門チームがボストン市救急局運用の後方支援/技術サポートを提供している。機材整備課は24時間の機器/供給サービスを提供し、車両整備課は約120台の救急局車両の維持管理を行う。